# Czasowa elektrostymulacja serca
Czasowa elektrostymulacja serca – to rodzaj elektrostymulacji serca, którą stosuje się u osób zagrożonych nagłym zgonem sercowym, wskutek zaburzeń tworzenia bodźców lub ich przewodzenia, do czasu usunięcia ich przyczyny lub wdrożenia stałej elektrostymulacji serca. Najczęstszym wskazaniem do jej stosowania są zaburzenia przewodnictwa w przebiegu zawału mięśnia serca.

## Sposoby prowadzenia czasowej elektrostymulacji

### Elektrostymulacja czasowa inwazyjna
Jest realizowana poprzez elektrody wprowadzane przez układ żylny do serca (tak zwane elektrody endokawitarne). Są to tak zwane elektrody pływające z balonikiem, umieszczane bez fiksacji w świetle jamy serca (najczęściej komory prawej – stymulacja VVI). Ten sposób jest polecany zwłaszcza w sytuacjach naglących. W innych przypadkach możliwe jest wszczepienie elektrody o typie stymulacji AAI lub DDD. Zabieg wszczepienia wykonuje się w warunkach sali zabiegowej z dostępem do aparatu RTG. Obrazowanie za pomocą promieni RTG pozwala zlokalizować elektrodę. W wyjątkowych wypadkach można założyć elektrodę pod kontrolą EKG (wówczas końcówkę elektrody należy połączyć z kablem standardowego odprowadzenia V1 elektrokardiogramu, co pozwala na ustalenie jej lokalizacji – w przypadku umieszczenia końcówki elektrody w świetle przedsionka występują ujemne załamki P o dużej amplitudzie, w świetle komory występują wysokie zespoły QRS z ujemnymi załamkami T. W przypadku dotknięcia elektrodą do ściany komory pojawia się tak zwana fala docisku, czyli uniesienie odcinka ST).
Elektrodę wprowadza się drogą żylną, najczęściej z dostępu przez żyłę podobojczykową prawą (lewą zachowuje się na wypadek konieczności założenia elektrostymulacji stałej). Po ustaleniu prawidłowego położenia elektrody, jej końcówkę łączy się z zewnętrznym stymulatorem serca i ustala się parametry stymulacji: amplituda wyższa o 3 mV od progu pobudliwości, częstość stymulacji około 70/minutę. Następnie i elektrodę, i stymulator przymocowuje się do ciała.
Konieczność utrzymywania czasowej stymulacji ponad 2 tygodnie sugeruje konieczność rozważenia zastosowania stałej stymulacji serca.

### Czasowa stymulacja przezskórna
Pierwszy opis tej metody pochodzi z 1909, kiedy to Rabinowitch zastosował ją w leczeniu chorej zatrutej opiatami. Stymulacja przezskórna wykorzystuje fakt, że serce leży blisko przedniej ściany klatki piersiowej i możliwe jest bezpośrednie przenikanie bodźca elektrycznego, co wywołuje depolaryzację jego komórek. Ograniczeniami tej metody jest czas do kilkunastu godzin, w czasie którym ta metoda może być stosowana. Istnienie dalszej konieczności prowadzenia elektrostymulacji nakazuje konieczność zmiany jej metody.
Do stymulacji przezskórnej stosuje się elektrody żelowe, elektroda czynna o średnicy około 50 cm² umieszczana jest w okolicy przedsercowej (w punkcie mocowania V3 rutynowego EKG), natomiast 2 elektrody obojętne powinny być przymocowane w okolice krzyżowo-lędźwiowej, symetrycznie względem kręgosłupa. Stosuje się bodźce wielkości około 120 mA.

### Czasowa stymulacja przezprzełykowa
Opis metody pochodzi z 1957, kiedy to opisali ją Shafiroff i Linder. W chwili obecnej ta metoda stymulacji stosowana jest rzadko (nie jest w ogóle opisana w zaleceniach Polskiego Towarzystwa Kardiologicznego), natomiast umieszczanie elektrody w przełyku ogranicza się praktycznie jedynie do wykonywania badań elektrofizjologicznych serca.